# Mecynotarsus delicatulus
Mecynotarsus delicatulus är en skalbaggsart som beskrevs av Horn 1868. Mecynotarsus delicatulus ingår i släktet Mecynotarsus och familjen kvickbaggar. Inga underarter finns listade i Catalogue of Life.